# Berislav Fabek
Berislav Fabek (Bjelovar, 16. kolovoza 1931.), hrvatski domovinski i iseljenički karikaturist, scenarist crtanih, nastavnih i reklamnih filmova, crtač stripa i književnik. Pisao je pjesme, eseje i političke članke.

## Životopis
Rodio se je u Bjelovaru. U Samoboru pohađao osnovnu školu. U Zagrebu završio gimnaziju. Na zagrebačkoj Saveznoj grafičkoj školi diplomirao je litografiju. Od 1950. crta karikature koje je objavi u humorističko-satiričkim listovima. Član skupine prvih petorice crtača-animatora u Studiju za crtani film − Zagreb film.
Već 1958. otišao je u SR Njemačku gdje je kao priznat animator i redatelj radio u Münchenu i Wiesbadenu. Radio za njemačku televizijsku kuću ZDF za koju je izradio reklamne i nastavne filmove. Vlastiti je studio crtanog filma TVAnimation osnovao u Münchenu 1973. godine. Također je nastavio s objavljivanjem karikatura. Od 1978. je u Kanadi. Radio je u vlastitom studiju crtane filmove, stripove i karikature, pa se je zaposlio u državnoj službi ontarijske vlade u Torontu.

## Djela
Karikature su mu objavili u Kerempuhu, Čičku, Pometu i Ježu. Suautor nekoliko scenarija za crtane filmove koje je napisao s poznatim animatorom i redateljem Zlatkom Grgićem. Izradio je reklamne i nastavne filmove za ZDF. Dok je boravio u SR Njemačkoj, karikature su mu objavili u reviji Quicku i inim njemačkim tiskovinama.
Surađivao u hrvatskom iseljeničkom tisku. Prvo je pisao političke članke i karikature. U Hrvatskoj je reviji, smatranoj za politički emigrantski list, redovno objavljivao svoje književne radove, cikluse pjesama i eseje. Hrvatska revija mu je 1991. u Barceloni objavila knjigu eseja Tragovi.

## Nagrade i priznanja
1962. godine nagrađen je na festivalu reklamnog filma specijalnom diplomom za film "Stubs Bier".
Šimun Šito Ćorić uvrstio ga je u svoju antologiju 45 hrvatskih emigrantskih pisaca i 60 hrvatskih emigrantskih pisaca.